# 圣马尔科里
圣马尔科里（法語：Saint-Marcory，法語發音：[sɛ̃ maʁkɔʁi]）是法国多尔多涅省的一个市镇，位于该省南部偏东，属于贝尔热拉克区。

## 地理
圣马尔科里（44°43'23"N, 0°55'58"E）面积4.76 平方千米，位于法国新阿基坦大区多爾多涅省，该省份为法国西南部内陆省份，是法國本土面积第三大的省，大致对应佩里戈尔地区，北起顺时针与夏朗德省、上维埃纳省、科雷兹省、洛特省、洛特-加龙省、吉倫特省和滨海夏朗德省接壤。
与圣马尔科里接壤的市镇（或旧市镇、城区）包括：圣阿维里维耶尔、卡普德罗、派德贝尔韦斯、马尔萨莱斯、圣罗曼德蒙帕济耶。

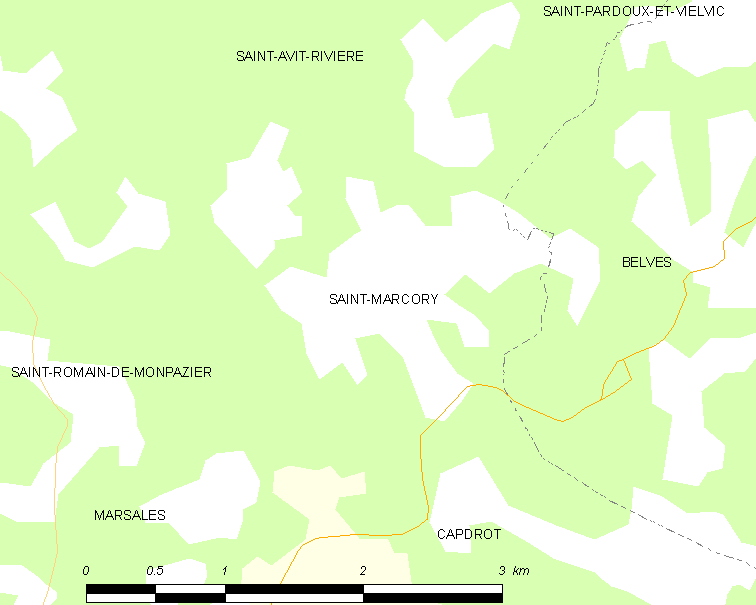
圣马尔科里的OSM定位图

圣马尔科里的时区为UTC+01:00、UTC+02:00（夏令时）。

## 行政
圣马尔科里的邮政编码为24540，INSEE市镇编码为24446。

## 政治
圣马尔科里所属的省级选区为拉兰德县。

## 人口

1962-2008年间圣马尔科里人口变化图示

圣马尔科里于2022年1月1日时的人口数量为54人。